# 楊耀祖
楊耀祖（1981年1月9日—）是中國男子田徑運動員。迈克尔·约翰逊曾於2004年稱讚楊耀祖身材條件好，跑起來也很放鬆。2004年8月，楊耀祖成為中國第一位晉級夏季奧林匹克運動會田徑男子200公尺複賽的選手。

## 外部連結
- 楊耀祖在的頁面
- 楊耀祖：盼像劉翔跑出名 （页面存档备份，存于）